# Katarzyna Sokołowska
Katarzyna Sokołowska-Kozieja (ur. 23 lutego 1973 w Lubartowie) – polska reżyserka pokazów mody i osobowość telewizyjna.

## Życiorys
Urodziła się i dorastała w Lubartowie, w województwie lubelskim. Mając siedem lat, została członkiem zespołu muzyki dawnej Scholares Minores pro Musica Antiqua w Poniatowej prowadzonego przez Danutę i Witolda Danielewiczów. Po ukończeniu liceum podjęła studia w Wyższej Szkole Sztuki i Projektowania w Łodzi, gdzie studiowała reżyserię i aktorstwo. W późniejszym czasie studiowała również dziennikarstwo oraz kulturoznawstwo. W trakcie studiów pracowała jako modelka.
Pierwszy pokaz mody wyreżyserowała dla studentek projektowania ubioru. Jako reżyserka pokazów mody współpracuje m.in. z duetem projektantów Paprocki & Brzozowski.
Od 2013 jest jurorką w polskiej edycji programu typu reality show Top Model w TVN. W 2015 została ambasadorką marki biżuterii Apart, m.in. wystąpiła w kampaniach reklamowych firmy.
Została laureatką tytułu Kobiety Roku Glamour 2019 w kategorii biznes.

## Życie prywatne
Od 2017 jest związana z przedsiębiorcą Arturem Kozieją, którego poślubiła w grudniu 2024. Ma z nim syna, Iwa Lwa (ur. 2022).